# المارون الجامايكيون

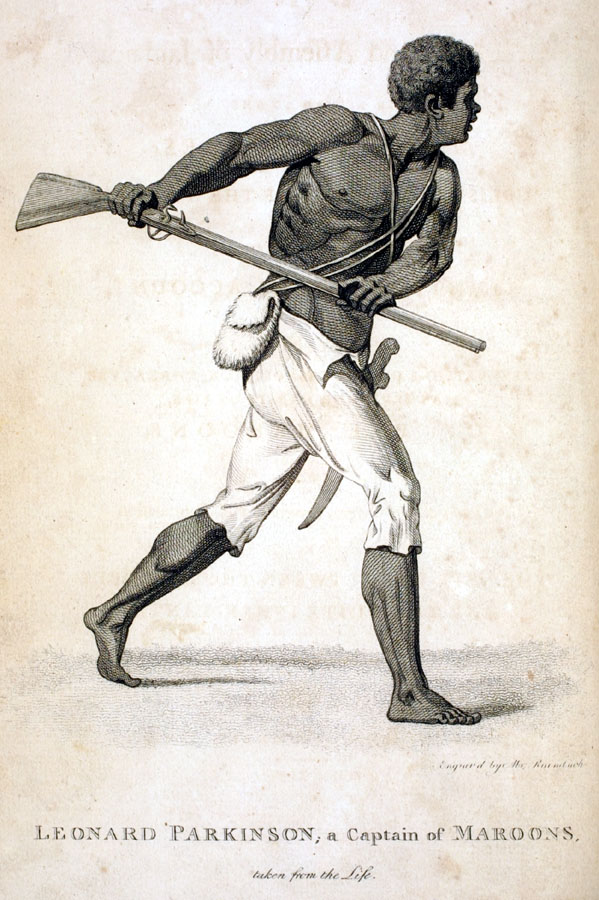

المارون الجامايكيون (بالإنجليزية: Jamaican Maroons)‏ هم أحفاد الأفارقة الذين حاربوا وهربوا من العبودية، وأنشئوا مجتمعات حرة في المناطق الجبلية الداخلية من جامايكا في عهد العبودية. اكتسب العديد من العبيد الحرية عندما تولى الإنجليز السلطة على جامايكا في 1655.